# Gösta Ehrensvärd (químico)
Gösta Carl Henrik Ehrensvärd (Estocolmo, Suecia, 10 de enero de 1910 – 13 de julio de 1980) fue un químico sueco.
Ehrensvärd se graduó con un doctorado en química fisiológica del Colegio Universitario de Estocolmo en 1942 y fue simultáneamente galardonado con el título de Docente. Se convirtió en Docente de bioquímica en el Instituto Karolinska en 1948, Docente de química medicinal y bioquímica en 1949-1950, y Docente de bioquímica en el Colegio Universitario de Estocolmo en 1950. Fue Laborator entre 1952 y 1956, y fue nombrado Profesor de bioquímica en la Universidad de Lund en 1956. Fue elegido miembro de la Real Sociedad Fisiográfica de Lund en 1956, y de la Real Academia Sueca de Ciencias de la Ingeniería en 1964.

## Familia
Gösta Ehrensvärd era hijo del vicealmirante, conde Gösta Ehrensvärd y Anna Ehrensvärd, de soltera Enell. En 1934, se casó con Ingalill Rydh, y en 1957 con Ursula Breithaupt.